# جميلة (وشحة)

تعديل مصدري - تعديل

جميلة هي إحدى قرى عزلة بني رزق بمديرية وشحة التابعة لمحافظة حجة، بلغ تعداد سكانها 290 نسمة حسب تعداد اليمن لعام 2004.